# Brunering
Brunering är en metod att genom anlöpning eller inverkan av olika kemikalier som antimonklorid eller bronsersalt åstadkomma ett mörkt överdrag av oxid på metallytor, i första hand järn.
Bruneringen avser att skydda metallen mot rost.